# Rafael Pollack
Rafael Pollack (* 28. Oktober 1988 in Wien) ist ein österreichischer Fußballspieler und Fußballtrainer.

## Spielerkarriere

### Beginn der Spielerkarriere
Nach mehreren Stationen als Jugendspieler bei kleinen niederösterreichischen Vereinen kam Pollack 2005 in die AKA Admira Wacker Mödling, ehe er in der Saison 2006/07 im Alter von siebzehn Jahren die Aufnahme in den Profikader der Mödlinger fand. Sein Debüt für die Kampfmannschaft gab er am 30. März 2007 im Spiel gegen den SC-ESV Parndorf. Es folgten 11 weitere Einsätze in der Ersten Liga, von denen er aber nur zwei über die vollen 90 Minuten absolvierte. Am Ende schaffte er mit der Admira nur knapp den Klassenerhalt, der Traditionsverein erhielt aber aufgrund der desaströsen Finanzlage im Verein keine Lizenz für die kommende Saison und musste in die Regionalliga Ost zwangsabsteigen. Als zur Saison 2007/08 daraufhin der Schwadorf-Mäzen Trenkwalder bei der Admira einstieg, war Pollack bereits Regionalliga-intern zum SV Würmla gewechselt.
In der Mannschaft rund um Edeltechniker Markus „Magic“ Aigner konnte er sich auf Anhieb einen Stammplatz erkämpfen und absolvierte in der Hinrunde 13 Saisonspiele mit vier Torerfolgen. Als sein Vertrag in der Winterpause endete, verlängerte er ihn nicht, sondern begab sich erneut auf Vereinssuche.

### Internationales Engagement
Im März 2008 wurde dann sein Wechsel in die niederländische Eredivisie zu NAC Breda bekannt. In Breda, das traditionell im „Subtop“ der Eredivisie zu finden ist, hatte er einen schweren Stand. Am etablierten Drei-Mann-Sturm Joonas Kolkka, Matthew Amoah und Anthony Lurling war kein Vorbeikommen. Als Wechselspieler wurden ebenfalls etablierte Spieler wie Ellery Cairo bevorzugt. Somit kam Pollack lediglich in der Nachwuchsrunde zum Einsatz und blieb ohne Erstligaspiel. Im März 2009 gab NAC daraufhin die Vertragsauflösung mit Pollack bekannt. In Folge zerschlug sich ein Wechsel zu Zweitligist AGOVV Apeldoorn, woraufhin er wieder vereinslos wurde.
Erst im September 2009 fand er mit dem deutschen Viertligisten VfB Lübeck einen neuen Verein. Dort traf er auf seinen Landsmann Rolf Martin Landerl, welcher im Sommer als Führungsspieler nach Lübeck gewechselt war. Pollack unterschrieb einen Einjahresvertrag mit Option auf ein weiteres.
Nachdem er sich daraufhin keinen Stammplatz erkämpfen konnte und bis zum Dezember auf lediglich drei Kurzeinsätze in der Liga kam, wurde ihm vom Verein eine Vertragsauflösung angeboten, welcher er zustimmte. In einer Stellungnahme gab der Verein bekannt, dass der Spieler beim Verein nie richtig angekommen sei und sein Engagement im Training zu wünschen übrig ließe.

### Zurück in Österreich
Ende Jänner 2010 wechselte er daraufhin zurück nach Österreich in die Regionalliga Ost zum FAC Team für Wien, welches er nach dreizehn Spielen mit fünf Torerfolgen im Juni 2010 wieder verließ. Pollack blieb aber in dieser Saison in der Regionalliga Ost und wechselte zu Ligakonkurrent FC Waidhofen/Ybbs. 2011 schloss er sich seinem alten Jugendverein, dem FC Tulln an, wo er aber nur ein halbes Jahr in der 2. Landesliga spielte, um danach wieder eine Leistungsstufe höher, nämlich beim Landesligisten FC Mistelbach, zu landen. Dort war Pollack aber ebenfalls nur eine halbe Saison lang aktiv, ehe er zum Landesligisten ATSV Ober-Grafendorf ab der Saison 2012/13 wechselte. Dort gelang ihm ein weiteres Karrierehighlight, nämlich der Meistertitel in der 1. Niederösterreichischen Landesliga. Dabei steuerte er mit seinen 28 Einsätzen drei Tore bei. So ging es also wieder nach oben für ihn, wo er in der Saison 2013/14 in der Regionalliga bei Ober-Grafendorf verlängerte.
2014 unterschrieb Pollack dann beim Wiener Sportklub, wo er insgesamt 3 Saisonen lang bis 2017 als Stammspieler in der Regionalliga zum Einsatz kam. In diesen Jahren spielte er außerdem regelmäßig im ÖFB-Cup, wo er 2014 seine Mannschaft sensationell in 2. Runde des Bewerbes, durch sein Tor gegen Austria Lustenau in der ersten Runde, schoss. In der darauffolgenden Runde konnte man sich gegen Red Bull Salzburg nicht durchsetzen und verlor zu Hause mit 1:12. Pollack gelang dabei zumindest der Ehrentreffer. Nach seinem Aufenthalt in Wien, schloss er sich dem Ligakonkurrenten Ebreichsdorf zur Saison 2017/18 an.
Danach ging es für Pollack Leistungsstufenmäßig wieder nach unten, da er ab sofort auch nebenbei die Trainerschiene anstrebte. wo er von dort an noch bei Großweikersdorf, Atzenbrugg (als Spielertrainer) und zuletzt beim SV Heldenberg in der 1. Klasse als Spieler auflief.

## Trainerkarriere
Bereits 2014 begann Pollack mit seiner Trainerausbildung und erwarb 2014 die UEFA-C-Lizenz. seine erste fixe Anstellung als Betreuer startete 2018 beim österreichischen Bundesligisten SK Rapid Wien, wo er als Athletiktrainer tätig war. Dabei erlang Pollack auch 2021 die UEFA-B-Lizenz.
Seinen ersten Chef-Trainerposten hatte er ab 2021 beim USV Atzenbrugg/H. in der Gebietsliga, wo er auch als Spielertrainer aktiv war. Danach war Pollack unter Zelko Radovic Co-Trainer beim FCM Traiskirchen in der Regionalligasaison 2021/22. In der darauffolgenden Saison schaffte Pollack den Sprung in die 2. Liga, wo er beim SV Horn und der Admira Wacker Mödling jeweils als Co-Trainer unter Rolf Landerl landete.
Danach führte es Pollack 2023 wieder in das Ausland, wo er beim deutschen 2.Ligisten 1. FC Nürnberg als Athletiktrainer engagiert wurde. Danach hatte Pollack ein weiteres Angebot aus der Schweiz, welches er aber ablehnte.
So verschlug es ihn wieder nach Österreich, wo er ab 2025/26 den Posten des Cheftrainers beim 1. SV Maria Anzbach antreten wird.

## Erfolge
- Pokalsieger Landespokal-Schleswig-Holstein 2009/10 mit VfB Lübeck
- Meister 1. Landesliga Niederösterreich 2012/13 mit ATSV Ober-Grafendorf